# 池原厚
池原 厚（いけはら あつし、1957年5月11日 - ）は、沖縄県出身のプロゴルファー。

## 来歴
1977年に入学した日本大学ゴルフ部では大町昭義・森茂則と同期で湯原信光の1年後輩、木村政信・金谷多一郎の1年先輩に当たる 。1979年の関東学生では金子柱憲・湯原・羽川豊に次ぐと同時に大町・金谷と並んでの9位タイに入り、卒業後の1983年5月にプロ入りする 。
1983年の九州オープンでは2日目に川上典一・山本己沙雄・秋富由利夫と並んでの5位タイに着け、最終日には秋富と並んでの4位タイに入る。続く広島オープンでは3日目には湯原・高橋五月・河野和重と並んでの10位タイに着け、最終日には内田繁・鈴村照男・船渡川育宏・森憲二と並んでの9位タイに入った。
1984年の千葉県オープンでは初日を松井角次・文山義夫・額賀靖生・中山徹・松本紀彦・吉武恵治と並んでの6位タイでスタートし、最終日には佐野修一・石井秀夫と並んでの2位タイに入った。
1984年には九州オープンで中川原邦治・上田鉄弘と並んでの5位タイ、大京オープンでは8位に入った。
1988年の九州オープンでは秋富と並んでの7位タイに入った。
1989年の九州オープンでは最終日に68をマークし、前日28位タイから杉田勇と並んでの7位タイに浮上。ゼンリン福岡オープンでは松永一成・日下敏治に次ぐと同時に山本昭一・塩田昌宏と並んでの4位タイ、大京オープンでは芹澤信雄、デビッド・イシイ（アメリカ）、倉本昌弘に次ぐ4位に入った。
1990年の山口オープンでは初日を江本光・奥田靖己・杉田勇と共に67をマークして3位タイでスタートし、最終日には江本と共に宮田孝誠・塩田と並んでの5位タイに入った。
1999年のファンケルオープンin沖縄を最後にレギュラーツアーから引退。